# 마음의 그림자
《마음의 그림자: 의식의 사라진 과학을 찾아서》(Shadows of the Mind: A Search for the Missing Science of Consciousness)는 수리물리학자 로저 펜로즈가 1994년에 쓴 책으로, 그의 1989년 책 《황제의 새 마음: 컴퓨터, 마음, 물리 법칙에 관하여》(The Emperor's New Mind: Concerning Computers, Minds and The Laws of Physics)의 후속편이다.
펜로즈는 다음과 같은 가설을 세웠다.
- 인간의 의식은 알고리즘적이지 않기 때문에 기존의 튜링 머신 유형의 디지털 컴퓨터로 모델링할 수 없다.
- 양자역학은 인간 의식을 이해하는 데 필수적인 역할을 한다. 특히 그는 신경 세포 내의 미세소관이 양자 중첩을 뒷받침한다고 생각한다.
- 미세소관의 양자 파동 함수의 객관적 붕괴는 의식에 중요하다.
- 문제의 붕괴는 알고리즘에 얽매이지 않고 계산의 한계를 넘어서는 물리적 행동이다.
- 인간의 정신은 이러한 계산 불가능한 물리학의 메커니즘 때문에 튜링 머신이 가질 수 없는 능력을 가지고 있다.

1931년, 수학자이자 논리학자인 쿠르트 괴델은 불완전성 정리를 증명하여, 기본적인 산술을 표현할 수 있는 효과적으로 생성된 이론은 일관성과 완전성을 동시에 가질 수 없다는 것을 보여주었다. 더 나아가, 특정한 기본 산술 진리를 증명하는 일관된 형식적 이론에 대해서는, 이론상 증명할 수 없지만 참인 산술적 진술이 존재한다. 펜로즈의 주장의 핵심은 형식적 증명 체계는 정리 때문에 그 자체의 불완전성을 증명할 수 없지만, 괴델 유형의 결과는 인간 수학자에 의해 증명될 수 있다는 것이다. 그는 이러한 불균형이 인간 수학자들이 공식적인 증명 체계로 설명될 수 없고 알고리즘을 실행하지 않으므로, 계산주의 마음 이론이 거짓이고 인공 일반 지능에 대한 계산적 접근 방식이 근거가 없다는 것을 의미한다고 주장한다. 이 주장의 초기 버전은 1959년 〈마음, 기계 및 괴델〉(Mind, Machines and Gödel)에서 J. R. 루카스(Lucas)에 의해 제시되었다. 이러한 이유로 이 논증은 때때로 펜로즈-루카스 논증(Penrose-Lucas argument)이라고 불린다.)

## 객관 환원 이론
펜로즈의 객관적 환원 이론은 양자역학과 일반 상대성 이론 사이의 관계를 예측한다. 펜로즈는 공간-시간 곡률의 차이가 상당한 수준에 도달할 때까지 양자 상태가 중첩 상태를 유지한다고 제안한다. 이 아이디어는 양자 중력에서 영감을 받았다. 왜냐하면 이는 {\displaystyle \scriptstyle \hbar } 그리고 {\displaystyle \scriptstyle G} , 물리적 상수를 모두 사용하기 때문이다. 이는 중첩이 관찰에 실패한다고 가정하는 코펜하겐 해석과 중첩의 각 대안적 결과가 별도의 세계에서 현실이 된다고 주장하는 다중 세계 가설에 대한 대안이다.
펜로즈의 아이디어는 객관적 붕괴 이론의 한 유형이다. 이러한 이론에서 파동 함수는 물리적 파동이며, 관찰자는 특별한 역할을 하지 않고 물리적 과정으로 파동 함수 붕괴를 겪다. 펜로즈는 파동 함수가 양자 상태 사이의 특정 에너지 차이를 넘어서는 중첩 상태를 유지할 수 없다고 이론화했다. 그는 이 차이에 대한 대략적인 값을 제공한다. 즉, 플랑크 질량에 해당하는 물질이며, 그는 이를 "1중력자" 수준이라고 부른다. 그는 이 에너지 차이로 인해 파동 함수가 단일 상태로 붕괴될 가능성이 있다고 가설을 세웠는데, 이 확률은 원래 파동 함수의 진폭에 기반하며, 이 과정은 표준 양자역학에서 따온 것이다.
펜로즈가 1989년에 그의 첫 번째 의식 책인 《황제의 새 마음》(The Emperor's New Mind)을 썼을 때, 그러한 양자 과정이 뇌에서 어떻게 구현될 수 있는지에 대한 자세한 제안이 부족했다. 그 후 스튜어트 해머로프는 그 책을 읽고 뇌 세포 내의 미세소관이 양자 처리 및 궁극적으로 의식을 위한 적합한 후보 부위라고 펜로즈에게 제안했다. 조화 객관 환원(Orch-OR) 이론은 이 두 과학자의 협력에서 생겨났으며 펜로즈의 두 번째 의식 책인  《황제의 새 마음》(1994)에서 발전되었다.
해머로프의 이론에 대한 기여는 뇌 세포(뉴런)에 대한 연구에서 나왔다. 그의 관심은 신경 세포에 대한 내부 지지 구조를 제공하는 세포골격, 특히 세포골격의 중요한 구성 요소인 미세소관에 집중되었다. 신경과학이 발전함에 따라 세포골격과 미세소관의 역할이 더욱 중요해졌다. 세포를 지지하는 구조를 제공하는 것 외에도 미세소관의 알려진 기능에는 시냅스에 결합된 신경전달 분자를 포함한 분자의 운반과 세포의 움직임, 성장 및 모양 제어가 포함된다.

## 펜로즈의 이론에 대한 비판
펜로즈의 인간 사고 과정에 대한 견해는 일부 과학계에서는 널리 받아들여지지 않았다. 마빈 민스키에 따르면, 사람들은 거짓된 생각을 사실로 해석할 수 있기 때문에 사고 과정은 형식 논리에 국한되지 않는다. 더욱이 AI 프로그램은 거짓 진술을 사실이라고 결론 내릴 수도 있으므로 오류는 인간에게만 나타나는 현상이라고 할수는 없다.
존 설은 펜로즈가 괴델에게 호소한 것은 모든 계산 알고리즘이 수학적 설명이 가능해야 한다는 오류에 근거한 것이라고 비판했다. 반례로, 설은 차량을 등록하기 위해 특정 차량 식별 번호 (VIN)에 번호판 번호 (LPN)를 할당하는 것을 예로 들었다. 설에 따르면 알려진 VIN을 LPN과 연결하는 데 수학 함수를 사용할 수는 없지만 할당 프로세스는 매우 간단하다. 즉, "먼저 온 사람이 먼저 서비스받는" 방식이며 컴퓨터로 완전히 수행할 수 있다.
펜로즈와 스튜어트 해머로프는 인간의 의식이 미세소관의 양자 중력 효과의 결과라는 조화 객관 환원 이론을 구성했다. 그러나 2000년에 맥스 테그마크는 Physical Review E 에 발표한 논문에서 미세소관에서 뉴런의 발사 및 여기 시간 척도가 탈분극 시간보다 매우 더 느리다고 계산했다. 테그마크의 논문은 펜로즈-해머로프 가설의 비판자들에 의해 널리 인용되었다. "IBM의 John Smolin과 같은 논쟁에서 벗어난 물리학자들은 이 계산이 그들이 항상 의심해 왔던 것을 확인시켜 준다고 말한다. '우리는 절대 영도에 가까운 뇌를 가지고 작업하고 있지 않다. 뇌가 양자적 행동을 진화시켰을 가능성은 거의 없다.'라고 그는 말한다. 즉, 물리학과 신경 과학 사이에 누락된 연결 고리가 있으며 현재까지 조화 객관 환원(Orch-OR) 가설이 옳다고 주장하기에는 너무 이르다는 것이다.
이 주장에 대한 응답으로 테그마크가 Orch-OR 모델을 다루지 않고 대신 자신의 구성 모델을 다루었다는 주장이 나왔다.  해머로프 연구진은 또한 데바이 층의 반대이온이 열 변동을 차단할 수 있으며, 주변 액틴 젤이 물의 정렬을 향상시켜 잡음을 더욱 차단할 수 있다고 제안했다. 또한 그들은 비일관적인 대사 에너지가 물을 더욱 질서 있게 배열할 수 있으며, 결국 미세소관 격자의 구성이 양자 오류 수정, 즉 양자 결맞음을 저항하는 수단에 적합할 수 있다고 제안했다.